# Sault Ste. Marie
Sault Ste. Marie és una ciutat en el riu St. Marys a Ontario, Canadà, prop de la frontera entre els Estats Units i el Canadà. És la seu del Districte d'Algoma i la tercera ciutat més gran del nord d'Ontario, després de Sudbury i Thunder Bay.
Cap al sud, a través del riu, es troben els Estats Units i la ciutat de Sault Ste. Marie, Michigan. Aquestes dues comunitats van ser una mateixa ciutat fins que un nou tractat, després de la guerra de 1812, va instaurar la frontera entre el Canadà i els Estats Units a l'àrea del riu Ste. Marie. Al segle XXI, les dues ciutats estan unides pel Pont Internacional, que connecta la carretera interestatal 75 del costat de Michigan i l'autopista Huron (i l'antiga autopista secundària d’Ontario 550B) del costat d’Ontario. El tràfic marítim en el sistema dels Grans Llacs evita els ràpids del riu Ste. Marie a través de les Rescloses Soo americanes, el canal més actiu del món en termes de tonatge que hi passa, mentre que els creuers i els vaixells turístics més petits utilitzen el canal canadenc Sault Ste.Marie.
Els colons francesos es van referir als ràpids del riu com Les Sauts de Ste. Marie i el nom del poble en va derivar. Els ràpids i les cascades del riu Ste. Marie baixen més de 20 peus des del nivell del Llac Superior fins al nivell dels llacs més baixos. Fa centenars d'anys, això va frenar el tràfic marítim, la qual cosa va requerir portar per terra els vaixells i la càrrega. La paraula sault es pronuncia en francès en el nom de la ciutat. Els residents de la ciutat es diuen saultites.
Sault Ste. Marie limita a l'est amb les reserves Rankin i del riu Garden de les Primeres Nacions, i a l'oest pel municipi de Prince. Cap al nord, la ciutat està envoltada d'una banda no incorporada del Districte d'Algoma, que inclou els consells dels serveis locals d'Aweres, Batchawana Bay, Goulais i Distrcit, Peace Tree i Searchmont. Segons el cens de 2011, la ciutat, incloent-hi els municipis de Laird, Prince, Macdonald, Meredith i Aberdeen Additional i les reserves de les Primeres Nacions del riu Garden i Rankin, té una població total de 79.800.
Els assentaments dels nadius americans, la majoria dels pobles de parla ojibwa, vivien aquí des de feia més de 500 anys. A la fi del segle XVII, els missioners jesuïtes francesos van establir una missió al poble de les Primeres Nacions. Això va suposar el desenvolupament d'un lloc de comerç de pells i un assentament més gran, i els comerciants, els caçadors i els nadius americans es van sentir atrets per la comunitat. Aquest assentament es va considerar una comunitat i part del Canadà fins després de la guerra de 1812 i l'eliminació de la frontera entre Canadà i els EUA en el riu Ste. Marie. Els EUA van prohibir als comerciants britànics operar al seu territori, i les zones separades pel riu van començar a desenvolupar-se com dues comunitats, ambdues anomenades Sault Ste. Marie.